# Norwegisches Ruhrkraut

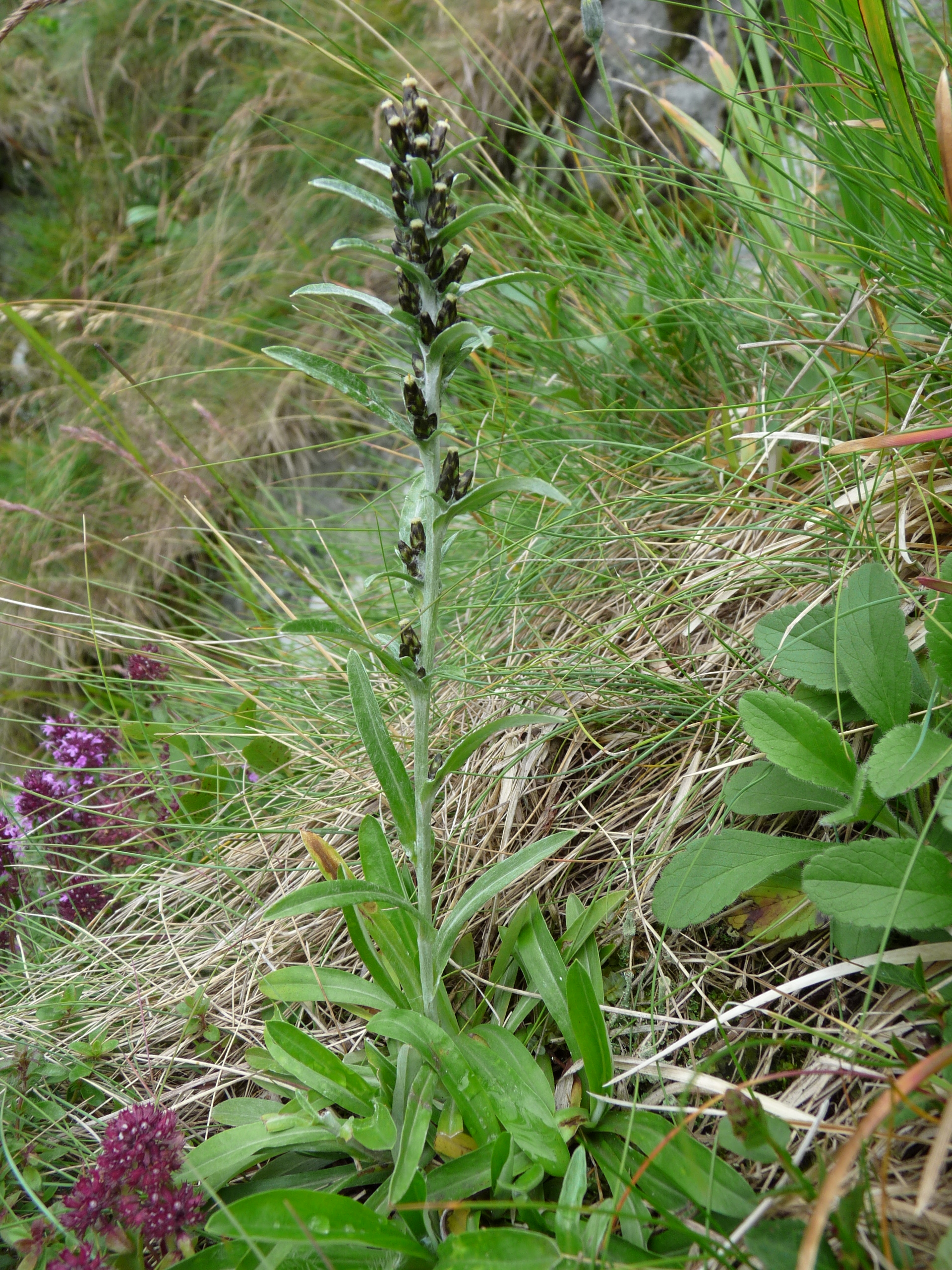
Norwegisches Ruhrkraut (Gnaphalium norvegicum) in den Vogesen

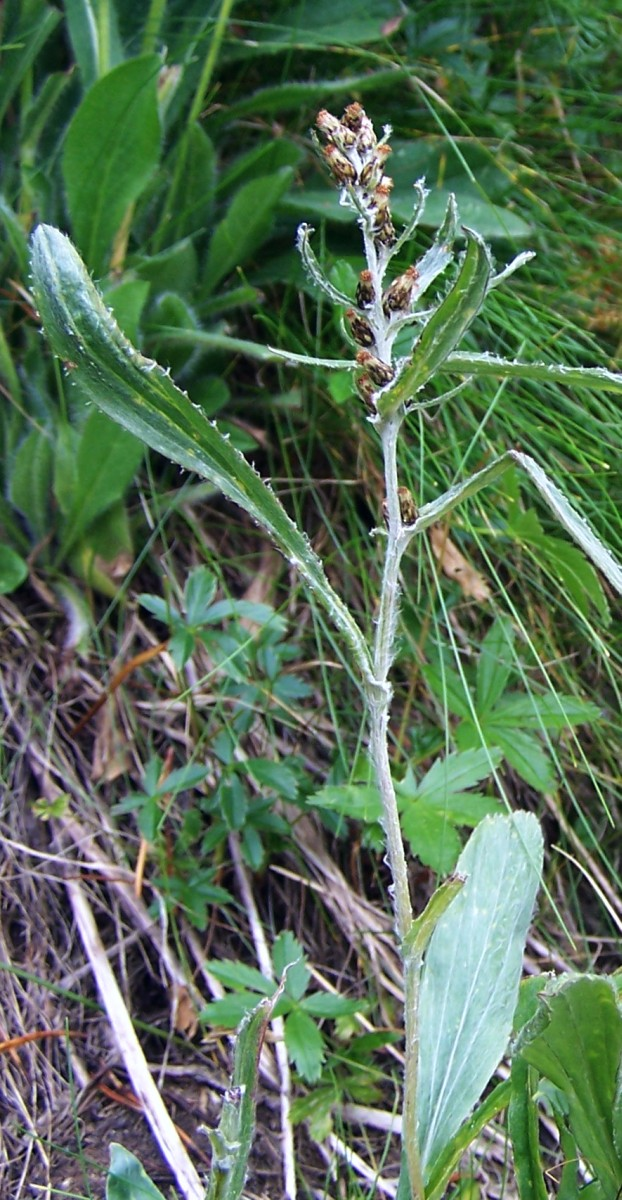
Norwegisches Ruhrkraut (Gnaphalium norvegicum)

Das Norwegische Ruhrkraut (Gnaphalium norvegicum) ist eine Pflanzenart aus der Gattung der Ruhrkräuter (Gnaphalium) und der Familie der Korbblütler (Asteraceae).

## Merkmale
Das Norwegische Ruhrkraut ist eine ausdauernde Pflanze, die Wuchshöhen von 10 bis 30 Zentimeter erreicht. Der Stängel ist steif, einfach und beblättert. Die Blätter sind dreinervig, grün, lanzettlich, locker seidig-wollig und an der Unterseite dicht graufilzig behaart. Die mittleren Stängelblätter sind länger als die oberen und die grundständigen. Die Köpfchen stehen in einer beblätterten, gedrungenen Ähre. Die untersten Blätter des Blütenstandes sind ebenso lang wie dieser. Der Rand der Hüllschuppen ist schwarzbraun-häutig. Die Blüten hellbräunlich. Die fädlichen Randblüten sind mehrreihig.
Die Blütezeit reicht von Juli bis September.
Die Chromosomenzahl beträgt 2n = 56.

## Vorkommen
Das Norwegische Ruhrkraut kommt von Eurosibirien bis nach Nordamerika vor. Die Art wächst auf kalkarmen, etwas feuchten und schattigen Standorten, auf Silikatmagerrasen und Silikatmagerweiden in Höhenlagen von 1000 bis 2800 Metern. Sie ist nicht häufig. Sie kommt vor in Gesellschaften der Verbände Calamagrostion arundinaceae, Caricion ferrugineae oder lückigen Nardion. In den Allgäuer Alpen steigt sie von 1300 Metern bis zu einer Höhenlage von 2300 Metern auf.
Die ökologischen Zeigerwerte nach Landolt & al. 2010 sind in der Schweiz: Feuchtezahl F = 3 (mäßig feucht), Lichtzahl L = 3 (halbschattig), Reaktionszahl R = 2 (sauer), Temperaturzahl T = 2 (subalpin), Nährstoffzahl N = 2 (nährstoffarm), Kontinentalitätszahl K = 2 (subozeanisch).